# Wahlbezirk Schlesien 13
Der Wahlbezirk Schlesien 13 war ein Wahlkreis für die Wahlen zum Abgeordnetenhaus im österreichischen Kronland Schlesien. Der Wahlbezirk wurde 1907 mit der Einführung der Reichsratswahlordnung geschaffen und bestand bis zum Zusammenbruch der Habsburgermonarchie.

## Geschichte
Nachdem der Reichsrat im Herbst 1906 das allgemeine, gleiche, geheime und direkte Männerwahlrecht beschlossen hatte, wurde mit 26. Jänner 1907 die große Wahlrechtsreform durch Sanktionierung von Kaiser Franz Joseph I. gültig. Mit der neuen Reichsratswahlordnung schuf man insgesamt 516 Wahlbezirke, wobei mit Ausnahme Galiziens in jedem Wahlbezirk ein Abgeordneter im Zuge der Reichsratswahl gewählt wurde. Der Abgeordnete musste sich dabei im ersten Wahlgang oder in einer Stichwahl mit absoluter Mehrheit durchsetzen. Der Wahlkreis Schlesien 13 umfasste die Gerichtsbezirke Teschen und Jablunkau, wobei folgende Gemeinden ausgenommen waren:
- aus dem Gerichtsbezirk Teschen die gleichnamige Stadt Teschen (Wahlbezirk 4)
- aus dem Gerichtsbezirk Jablunkau die gleichnamige Stadt Jablunkau (Wahlbezirk 5)

Aus der Reichsratswahl 1907 im zweiten Wahlgang ging der Arzt Ryszard Kunicki (1873–1960) als Sieger hervor, teilweise als ein internationaler Sozialist von PPSD betrachtet und deswegen passabeler für die einheimischen Schlonsaken, Mährer und andere Ethnien. Dieses Ergebnis war eine Überraschung für seine polnischen miteinander zerstrittenen Gegner: Franciszek Lankocz vom polnischen Bund der schlesischen Katholiken unter der Leitung von Józef Londzin (der im Wahlbezirk Schlesien 14 gewann) und der polnische evangelische Rechtsanwalt Jan Michejda. Der vierte Kandidat war Jan Chlebus, ein Agrarist von PSL.
In der Reichsratswahl 1911 gewann im zweiten Wahlgang Jan Michejda, als in Einklang zugebrachter Kandidat des Bunds der schlesischen Katholiken und mehr von Evangelischen geprägten Partei PSN (Polskie Stronnictwo Narodowe). Seine Gegner waren damals der deutschfreundliche und gegen die polnische Nationalbewegung eingestellte Józef Kożdoń (der auch im Wahlbezirk Schlesien 15 kandidierte) und der sozialistische Arzt Ryszard Kunicki.

## Wahlergebnisse

### Reichsratswahl 1907
Die Reichsratswahl 1907 wurde am 14. Mai 1907 (erster Wahlgang) sowie am 23. Mai 1907 (Stichwahl) durchgeführt.

#### Erster Wahlgang

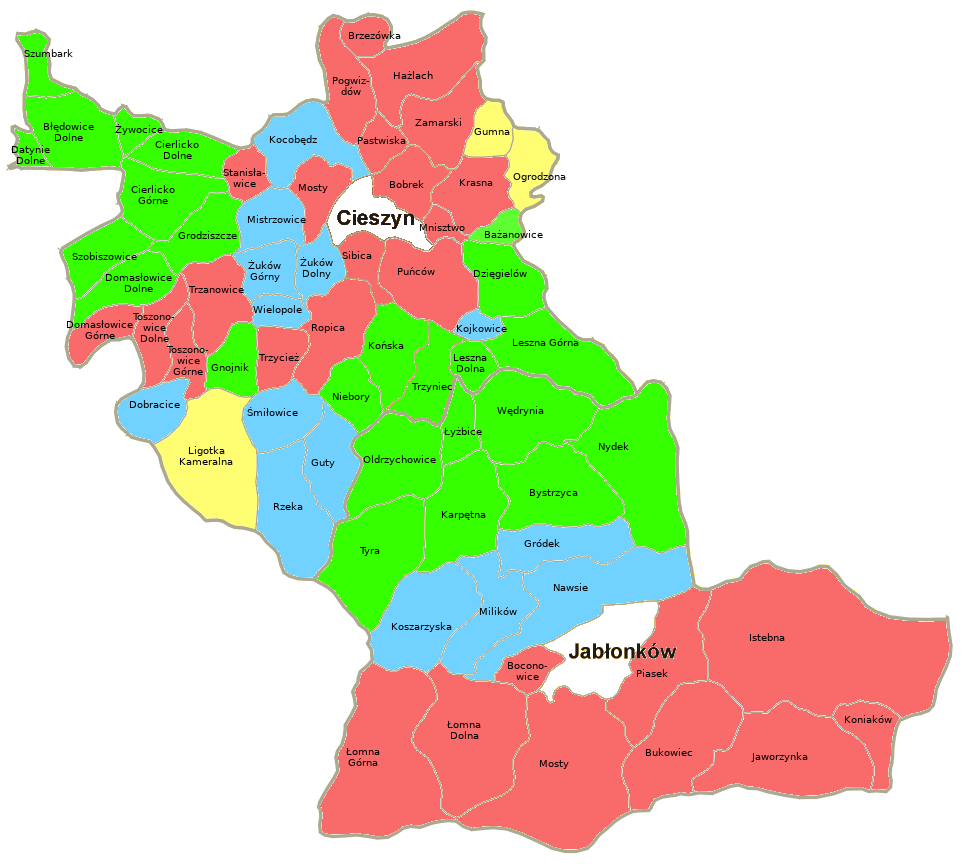
Reichsratswahl 1907, Gang 1:
Kunicki (grün),
Lankocz (rot),
Michejda (blau),
Chlebus (gelb)

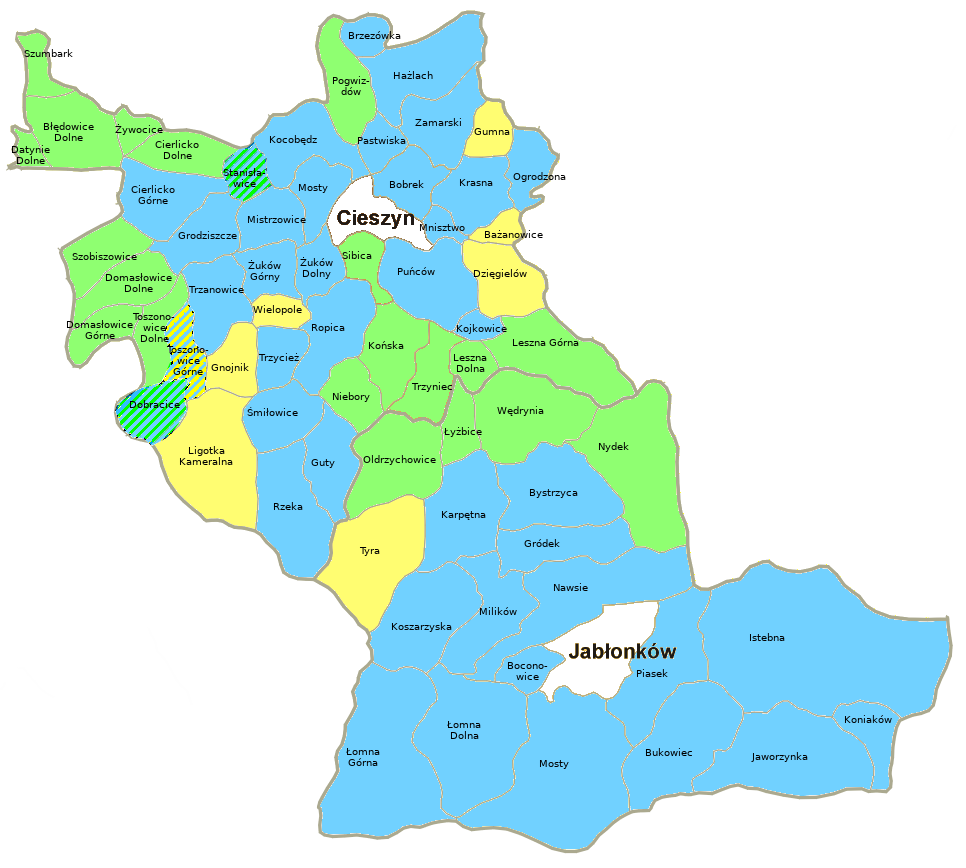
Reichsratswahl 1911, Gang 1:
Kunicki (grün),
Michejda (blau),
Kożdoń (gelb)

| Kandidat                                                                      | Partei                                                        | Wahlkreis- stimmen | Prozent |
| ----------------------------------------------------------------------------- | ------------------------------------------------------------- | ------------------ | ------- |
| Ryszard Kunicki                                                               | PPSD                                                          | 4608               | 37,9 %  |
| Franciszek Lankocz                                                            | Bund der schlesischen Katholiken (polnisch-christlich-sozial) | 4377               | 36 %    |
| Jan Michejda                                                                  | PSN (polnische Nationalpartei)                                | 2148               | 17,7 %  |
| Jan Chlebus                                                                   | polnische Agrarier                                            | 868                | 7,1 %   |
|                                                                               | Sonstige Parteien                                             | 68                 | 0,6 %   |
| Wahlberechtigte: 12.739, Ungültige/Leere Stimmen: 78, Wahlbeteiligung: 95,4 % |                                                               |                    |         |

#### Stichwahl

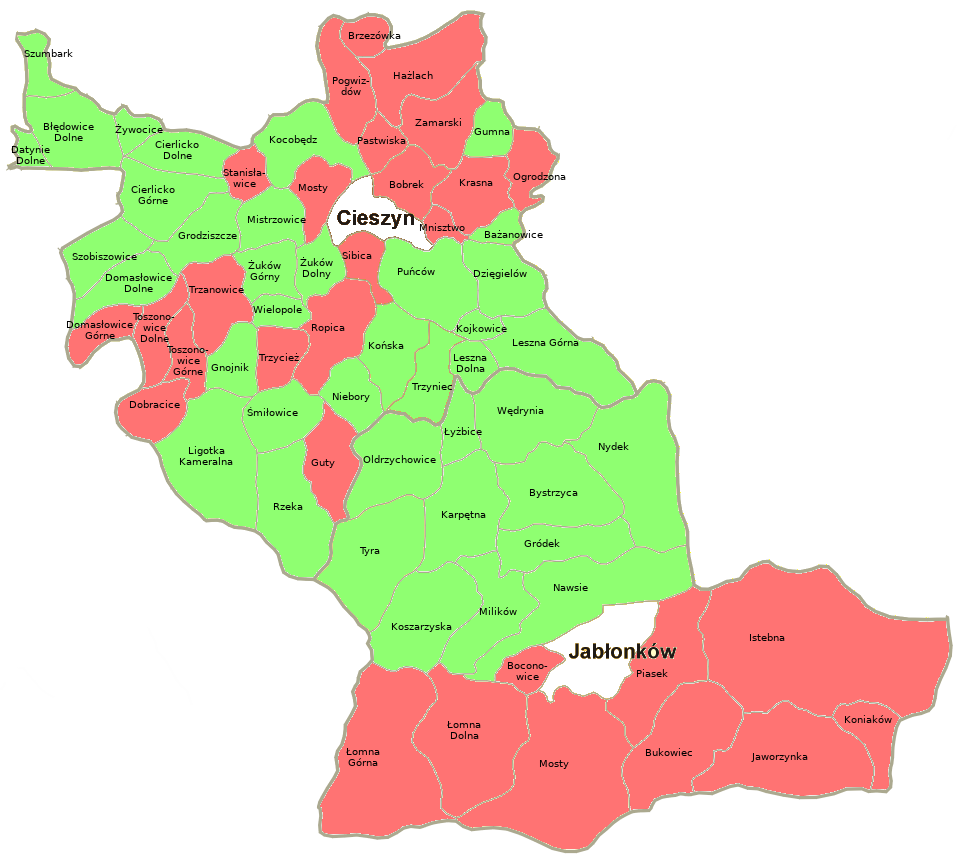
Reichsratswahl 1907, Gang 2:
Kunicki (grün),
Lankocz (rot)

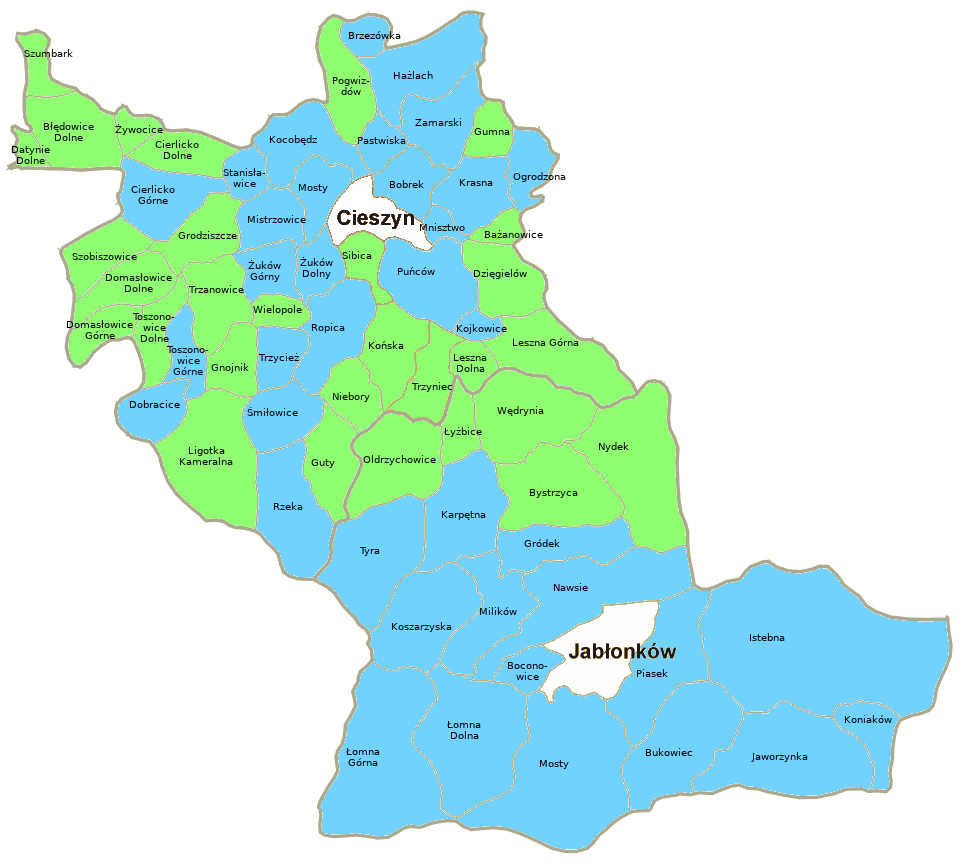
Reichsratswahl 1911, Gang 2:
Michejda (blau),
Kunicki (grün)

| Kandidat                                                                       | Partei                                                        | Wahlkreisstimmen | Prozent |
| ------------------------------------------------------------------------------ | ------------------------------------------------------------- | ---------------- | ------- |
| Ryszard Kunicki                                                                | PPSD                                                          | 6672             | 56,1 %  |
| Franciszek Lankocz                                                             | Bund der schlesischen Katholiken (polnisch-christlich-sozial) | 5213             | 43,9 %  |
| Wahlberechtigte: 12.739, Ungültige/Leere Stimmen: 149, Wahlbeteiligung: 94,5 % |                                                               |                  |         |

### Reichsratswahl 1911
Die Reichsratswahl 1911 wurde am 13. Juni 1911 (erster Wahlgang) sowie am 20. Juni 1911 (Stichwahl) durchgeführt.

#### Erster Wahlgang
| Kandidat                                                                       | Partei                                             | Wahlkreis- stimmen | Prozent |
| ------------------------------------------------------------------------------ | -------------------------------------------------- | ------------------ | ------- |
| Jan Michejda                                                                   | PSN (polnische Nationalpartei)                     | 5588               | 45,2 %  |
| Ryszard Kunicki                                                                | PPSD                                               | 4304               | 35,1 %  |
| Józef Kożdoń                                                                   | Schlesische Volkspartei (deutschfreundliche Polen) | 2336               | 19 %    |
|                                                                                | Sonstige Parteien                                  | 27                 | 0,2 %   |
| Wahlberechtigte: 13.036, Ungültige/Leere Stimmen: 120, Wahlbeteiligung: 94,9 % |                                                    |                    |         |

#### Stichwahl
| Kandidat                                                                       | Partei                         | Wahlkreisstimmen | Prozent |
| ------------------------------------------------------------------------------ | ------------------------------ | ---------------- | ------- |
| Jan Michejda                                                                   | PSN (polnische Nationalpartei) | 6102             | 50,2 %  |
| Ryszard Kunicki                                                                | PPSD                           | 6059             | 49,8 %  |
| Wahlberechtigte: 13.036, Ungültige/Leere Stimmen: 115, Wahlbeteiligung: 94,2 % |                                |                  |         |